# Maranayakanahalli, Alur
Maranayakanahalli là một làng thuộc tehsil Alur, huyện Hassan, bang Karnataka, Ấn Độ.